# ŠK Rad Belgrad
Rad Belgrad – serbski klub szachowy z siedzibą w Belgradzie, mistrz Jugosławii kobiet w 2002 roku.

## Historia
Klub powstał w 1957 roku. W 1977 roku klub zadebiutował w Prvej lidze Jugoslavije, zajmując wówczas siódme miejsce. W kolejnym roku Rad spadł z najwyższej ligi. Między 1981 a 1985 rokiem Rad trzykrotnie zdobył Puchar Serbii, zajął również drugie miejsce w Pucharze Jugosławii. W 1995 roku kobieca drużyna Radu uczestniczyła w pierwszych w historii drużynowych mistrzostwach Jugosławii kobiet; zespół zajął wówczas trzecią pozycję. W 1996 roku klub zadebiutował w Pucharze Europy kobiet, zajmując siódme miejsce. Rad w europejskich rozgrywkach uczestniczył jeszcze w latach 2001–2002, uzyskując dziesiątą pozycję w sezonie 2001 i piątą rok później. W 2002 roku Rad zdobył mistrzostwo Jugosławii kobiet, a w sezonie 2003 zajął trzecie miejsce. W tym okresie drużyna męska straciła na znaczeniu, ostatni raz występując w Prvej lidze Srbije w 2007 roku. W latach 2011–2012 kobiety zdobyły wicemistrzostwo Serbii, a w 2015 roku uzyskały trzecie miejsce.

## Zawodnicy
W barwach klubu grali m.in.:

- Nana Aleksandria[4]
- Dragoljub Čirić[9]
- Jelena Dembo[10]
- Antonina Dragašević[4]
- Ljilja Drljević[4]
- Sandra Đukić[4]
- Jovana Erić[4]
- Cristina-Adela Foișor[4]
- Nana Ioseliani[11]
- Aleksandra Kostieniuk[4]
- Natalija Kyselowa[10]
- Marija Manakova[4]
- Alisa Marić[10]
- Mirjana Marić[4]
- Gordana Marković[11]
- Anna Muzyczuk[4]
- Marija Muzyczuk[4]
- Zorica Nikolin[11]
- Predrag Ostojić[12]
- Corina-Isabela Peptan[4]
- Antoaneta Stefanowa[10]
- Anđelija Stojanović[4]
- Anna Uszenina[4]
- Dragoljub Velimirović[12]
- Jovana Vojinović[4]
- Sanja Vuksanović[11]
- Margarita Wojska[4]
- Natalija Zdebska[4]